# 청주 근씨
청주 근씨(淸州 斤氏)는 충청북도 청주시를 본관으로 하는 한국의 성씨이다.

## 역사
근(斤)씨는 중국에서도 없던 성이다. 1930년도 국세조사(國勢調査) 때 충청남도 부여군 세도면 청송리에서 근빈섭(斤贇燮) 1가구가 살고 있었는데 본관이 청주로 되어 있고, 조상은 약 100년 전에 충청남도 청양군 정산면에서 이주해 왔다고 한다.

## 본관
청주(淸州)는 충청북도 중앙에 위치하고 있는 도청소재지이다. 삼한시대에 마한의 땅이었다가 백제시대에 상당현(上黨縣), 일명 낭비성(娘臂城) 또는 낭자곡(娘子谷)이라고도 하였다. 685년(신라 문무왕 5) 서원소경(西原小京)을 두었고, 757년(경덕왕 16) 서원경(西原京)으로 승격하였다. 940년(고려 태조 23) 청주(淸州)로 지명을 고쳤고 983년(성종 2) 청주목이 된 뒤 995년(성종 14)에는 절도사를 두었다. 1012년(현종 3)에 안무사로 바뀌었다. 1018년에 전국에 8개 목(牧)을 설치함에 따라 다시 청주목이 되고, 양광도(楊廣道)에 소속되었다. 1310년(충선왕 2)에 청주는 주(州)로 강등되었다가, 1356년(공민왕 5)에 다시 목으로 복구되었다. 조선시대에도 청주목을 유지하면서 충청도의 정치·행정의 중심지였으며, 1651년(효종 2)에는 충청도의 병마절도사영이 청주로 이전되어 충청도의 군사적인 중심지도 겸하였다.

## 인구
- 1985년 107가구 420명
- 2000년 68가구 237명